# Дудра Михайло
Михайло Дудра (нар. 16 листопада 1912, Джерсі Сіті, США — пом. 31 жовтня 1982, Лоретто, США) — учений, суспільний діяч, дійсний член НТШ, член-кореспондент Українського католицького університету в Римі.

## Життєпис
Малим хлопцем повернувся з родиною до Лемківщини. Після народної школи закінчив у 1932 р. Українську гімназію в Перемишлі і вступив до Львівського університету. Ще під час студій працював у Лемківській секції при «Просвіті». У 1934 р. вигнаний з Польщі.
У 1942 р. закінчив у Європі студії і здобув звання доктора прав і суспільних наук в Українському Вільному університеті та доктора політичної економії в Карловому університеті в Празі (1945).
1947–1949 Доцент Української Високої Економічної Школи в Мюнхені.
Після війни повернувся до США і присвятив себе університетській праці як професор економії. З 1949 був довголітнім викладачем коледжів, досліджував аґрарну політику в США і оплату праці робітників, писав нариси історії економічних доктрин англійською мовою.
У 1971 р. від Департаменту праці США отримав звання заслуженого професора, а в 1982 р. — почесний докторат.

## Громадська діяльність
У США розгорнув активну роботу серед лемківської еміграції, став членом-співорганізатором Організації Оборони Лемківщини (ООЛ). В 1935 році з ініціативи М. Дудри засноване Третє відділлення ООЛ в місті Пасайк. Відвідуючи лемківські громади в США і Канаді, виголосив сотні доповідей, допомагав у створенні відділів ООЛ. Його талант і праця стали основою існування і діяльності ООЛ.
У 1934–1937 був редактором «Лемківського дзвону» в Нью-Йорку.

## Наукова діяльність
Автор і редактор численних наукових праць з питань політичної економії.
В 1961 р. в університеті Сент-Френсіс в Лоретто започаткував промислову школу, якою керував 20 років.
У 1971 р. від Департаменту праці США отримав звання заслуженого про фесора, а в 1982 р. — почесний докторат.
В університеті, де М. Дудра був першим директором програми «Зв'язки з промисловістю», є «Стипендія Михайла Дудри» (Dr. Michael Dudra Memorial Endowment Scholarship), заснована у 1986 році вдовою, Дарією Дудрою.